# Primove
El sistema Primove es un sistema de alimentación eléctrica sin contacto para tranvías, autobuses y automóviles desarrollado por Bombardier Transportation.

## Funcionamiento
La tecnología Primove está basada en el principio de transferencia de energía por inducción electromagnética.
Una corriente eléctrica, al atravesar un conductor conectado al suministro eléctrico - situado bajo el suelo - genera un campo magnético que induce una corriente en otro conductor que alimenta al sistema eléctricodel vehículo.
El sistema de alimentación solo se activa cuando el vehículo está sobre él, lo que garantiza las mínimas emisiones electromagnéticas más allá de la propia parte inferior del vehículo.

## Ventajas en el sector ferroviario
El sistema de electrificación ferroviaria Primove tiene importantes ventajas sobre otros, tales como las líneas aéreas de contacto o el tercer carril.
Al tratarse de un sistema de tecnología inductiva, se elimina el contacto mecánico eléctrico de dos partes con movimiento relativo importante, abaratando los costes derivados de las inspecciones preventivas de pantógrafos, catenarias y terceros carriles, sustitución de elementos de contacto, engrases, etc.
Además reducen el "impacto visual" negativo que supone la captación aérea cuando el recorrido del vehículo atraviesa cascos históricos o parques.